# Залізничні лінії Дніпропетровської області
Залізничні лінії Дніпропетровської області — мережа залізниць на території Дніпропетровщини, що об'єднує між собою населені пункти та окремі об'єкти та призначена для руху транспортних засобів, перевезення пасажирів та вантажів.

## Характеристика системи
- Електрифіковані дільниці:
  - Олександрія — П'ятихатки — Верхівцеве — Дніпро — Синельникове — Чаплине — Покровськ
  - Лозова — Павлоград — Синельникове — Запоріжжя
  - П'ятихатки — Кривий Ріг — Апостолове — Нікополь — Запоріжжя
  - Долинська — Кривий Ріг — Верхівцеве
  - Нижньодніпровськ-Вузол — Новомосковськ — Павлоград — Покровськ
  - Запоріжжя-Кам'янське — Кам'янське — Балівка — Новомосковськ
  - Нижньодніпровськ-Вузол — Сухачівка
  - Мусіївка — Інгулець
- Частково електрифіковані:
  - Дніпро — Красноград (від Дніпра до Новомосковська)
- Неелектрифіковані:
  - Снігурівка — Апостолове — Зустрічний
  - Чаплине — Пологи

- Триколійні дільниці:
  - П'ятихатки — П'ятихатки-Стикова
  - Сухачівка — Дніпро-Головний
- Двоколійні дільниці:
  - Олександрія — П'ятихатки-Стикова
  - П'ятихатки — Верхівцеве — Сухачівка
  - Дніпро-Головний — Синельникове I — Чаплине — Покровськ
  - Лозова — Павлоград — Синельникове — Запоріжжя
  - П'ятихатки — Кривий Ріг — Апостолове — Нікополь — Запоріжжя
  - Долинська — Кривий Ріг — Кривий Ріг-Сортувальний
  - Роз'їзд Полівський — Верхівцеве
  - Нижньодніпровськ-Вузол — Новомосковськ
- Одноколійні дільниці:
  - Синельникове II — Синельникове I
  - Снігурівка — Апостолове — Зустрічний
  - Новомосковськ — Красноград
  - Кривий Ріг-Сортувальний — Роз'їзд Полівський
  - Чаплине — Пологи
  - Новомосковськ — Павлоград — Покровськ
  - Запоріжжя-Кам'янське — Кам'янське — Балівка — Новомосковськ
  - Нижньодніпровськ-Вузол — Сухачівка
  - Мусіївка — Інгулець

- Прискорений пасажирський рух:
  - Олександрія — П'ятихатки — Верхівцеве — Дніпро — Синельникове — Чаплине — Покровськ
  - Лозова — Павлоград — Синельникове — Запоріжжя

- Відсутнє приміське сполучення:
  - Снігурівка — Апостолове
  - Балівка — Новомосковськ

## Обслуговування
- Придніпровська залізниця:
  - Дніпровська дирекція
  - Криворізька дирекція
  - Запорізька дирекція
- Одеська залізниця:
  - Знам'янська дирекція
  - Херсонська дирекція
- Донецька залізниця:
  - Ясинуватська дирекція

## Основні дільниці

### Олександрія—П'ятихатки—Верхівцеве—Дніпро—Синельникове—Чаплине—Покровськ

#### Олександрія—П'ятихатки(в межах області)
Дільницю обслуговує Криворізька дирекція залізничних перевезень та Знам'янська дирекція Одеської залізниці.
Дільниця нараховує 5 зупинних пунктів, в тому числі 4 станції (Зелена, П'ятихатки, П'ятихатки-Стикова, Яковлівка).
П'ятихатки-Стикова — Яковлівка — кордон дирекцій.
Лінія електрифікована, двоколійна (між станціями П'ятихатки та П'ятихатки-Стикова — триколійна, також між цими станціями є відгалуження на станцію Жовті Води I).
Станція П'ятихатки-Стикова — станція стикування постійного та змінного струму.
Дільниця обслуговує пасажирські (в тому числі прискореного руху) та приміські електропоїзди.
Станції, на яких зупиняються пасажирські поїзди: П'ятихатки.
Основні напрямки приміського сполучення:
- П'ятихатки — Знам'янка-Пасажирська
- П'ятихатки-Стикова — Дніпро-Головний

#### П'ятихатки—Верхівцеве
Дільницю обслуговує Криворізька та Дніпровська дирекції Придніпровської залізниці.
Дільниця нараховує 11 зупинних пунктів, в тому числі 4 станції (Верхівцеве, Вільногірськ, Ерастівка, П'ятихатки).
Ерастівка — П'ятихатки — кордон дирекцій.
Лінія електрифікована, двоколійна.
Дільниця обслуговує пасажирські (в тому числі прискореного руху) та приміські електропоїзди.
Станції, на яких зупиняються пасажирські поїзди: Верхівцеве, П'ятихатки.
Основні напрямки приміського сполучення:
- П'ятихатки — Дніпро-Головний
- П'ятихатки-Стикова — Дніпро-Головний

#### Верхівцеве—Дніпро-Головний
Дільницю обслуговує Дніпровська дирекція Придніпровської залізниці, яка нараховує 21 зупинний пункт, в тому числі 9 станцій (Верхівцеве, Верхньодніпровськ, Воскобійня, Горяїнове, Діївка, Дніпро-Головний, Запоріжжя-Кам'янське, Кам'янське-Пасажирське, Сухачівка).
Лінія електрифікована, двоколійна (від станції Сухачівка до станції Дніпро-Головний — триколійна).
Має низку відгалужень:
- від станції Верхньодніпровськ до станції Дніпровська;
- від станції Воскобійня до станції Кам'янське;
- від станції Запоріжжя-Кам'янське до станції Кам'янське;
- від станції Сухачівка до станції Правда та станції Зустрічний;
- від станції Дніпро-Головний до станції Кайдацька.

Дільниця обслуговує пасажирські (в тому числі прискореного руху) та приміські електропоїзди.
Станції, на яких зупиняються пасажирські поїзди:
- Верхівцеве
- Верхньодніпровськ
- Дніпро-Головний
- Кам'янське-Пасажирське.

Основні напрямки приміського сполучення:
- Дніпро-Головний — Балівка
- Дніпро-Головний — Верхівцеве
- Дніпро-Головний — Кам'янське-Лівобережне
- Дніпро-Головний — Кам'янське-Пасажирське
- Дніпро-Головний — Кривий Ріг-Головний
- Дніпро-Головний — П'ятихатки
- Дніпро-Головний — Сухачівка
- Кам'янське-Пасажирське — Синельникове I
- Верхівцеве — Синельникове I.

#### Дніпро-Головний—Синельникове I
Дільницю обслуговує Дніпровська дирекція Придніпровської залізниці.
Дільниця нараховує 19 зупинних пунктів, в тому числі 7 станцій (Дніпро-Головний, Ігрень, Іларіонове, Нижньодніпровськ, Нижньодніпровськ-Вузол, Синельникове I, Синельникове II).
Лінія електрифікована, двоколійна (від станції Синельникове II до станції Синельникове I — одноколійна).
Лінія має відгалуження: від станції Нижньодніпровськ до станції Нижньодніпровськ-Пристань, від станції Нижньодніпровськ-Вузол до станцій Дніпро-Лоцманська та Новомосковськ-Дніпровський, від станції Синельникове II до станцій Павлоград I та Чаплине.
Дільниця обслуговує пасажирські (в тому числі прискореного руху) та приміські електропоїзди.
Станції, на яких зупиняються пасажирські поїзди: Дніпро-Головний, Ігрень, Іларіонове, Нижньодніпровськ-Вузол, Синельникове I, Синельникове II.
Регіональні поїзди та поїзди підвищеної комфортності:
- Дніпро-Головний — Харків-Пасажирський («Східний експрес»)

Основні напрямки приміського сполучення:
- Дніпро-Головний — Богуславський
- Дніпро-Головний — Красноград
- Дніпро-Головний — Лозова
- Дніпро-Головний — Орлівщина
- Дніпро-Головний — Петропавлівка
- Дніпро-Головний — Синельникове I
- Дніпро-Головний — Слов'янка
- Дніпро-Головний — Чаплине
- Дніпро-Головний — Генічеськ
- Кам'янське-Пасажирське — Синельникове I
- Верхівцеве — Синельникове I
- Синельникове I — Сухачівка

#### Синельникове II—Чаплине
Дільницю обслуговує Дніпровська дирекція Придніпровської залізниці.
Дільниця нараховує 19 зупинних пунктів, в тому числі 6 станцій (Вишнівецьке, Письменна, Роздори, Синельникове II, Улянівка, Чаплине).
Чаплине — Просяна — кордон дирекцій.
Лінія електрифікована, двоколійна.
Лінія має відгалуження: від станції Синельникове II до станцій Синельникове I та Павлоград I.
Дільниця обслуговує пасажирські (в тому числі прискореного руху) та приміські електропоїзди.
Станції, на яких зупиняються пасажирські поїзди: Синельникове II, Чаплине.
Основні напрямки приміського сполучення:
- Дніпро-Головний — Чаплине
- Синельникове I — Чаплине

#### Чаплине—Покровськ(в межах області)
Дільницю обслуговує Дніпровська дирекція Придніпровської залізниці (в межах станції Чаплине) та Ясинуватська дирекція Донецької залізниці.
Дільниця нараховує 15 зупинних пунктів, в тому числі 4 станцій (Демурине, Межова, Просяна, Чаплине).
Лінія електрифікована, двоколійна.
Лінія має відгалуження: від станції Чаплине до станції Пологи.
Дільниця обслуговує пасажирські (в тому числі прискореного руху і класу Інтерсіті+) та приміські електропоїзди.
Станції, на яких зупиняються пасажирські поїзди: Межова, Просяна, Чаплине.
Основні напрямки приміського сполучення:
- Чаплине — Донецьк — Ясинувата
- Чаплине — Ясинувата

### Лозова—Павлоград I—Синельникове I—Запоріжжя I

#### Лозова—Павлоград I(в межах області)
Дільницю обслуговує Дніпровська дирекція Придніпровської залізниці.
Дільниця нараховує 8 зупинних пунктів, в тому числі 3 станції (Ароматна, Варварівка, Павлоград I).
Лінія електрифікована, двоколійна.
Дільниця обслуговує пасажирські (в тому числі прискореного руху) та приміські електропоїзди.
Станції, на яких зупиняються пасажирські поїзди: Варварівка, Павлоград I.
Регіональні поїзди та поїзди підвищеної комфортності:
- Дніпро-Головний — Харків-Пасажирський («Східний експрес»)
- Запоріжжя I — Харків-Пасажирський

Основні напрямки приміського сполучення:
- Дніпро-Головний — Лозова
- Синельникове I — Лозова

#### Павлоград I—Синельникове I
Дільницю обслуговує Дніпровська дирекція Придніпровської залізниці.
Дільниця нараховує 8 зупинних пунктів, в тому числі 3 станції (Зайцеве, Павлоград I, Синельникове I).
Лінія електрифікована, двоколійна.
Лінія має відгалуження: від станції Павлоград I до станції Новомосковськ-Дніпровський, від платформи Пост № 1 до станції Синельникове II, від станції Синельникове I до станцій Синельникове II та Чаплине.
Дільниця обслуговує пасажирські (в тому числі прискореного руху) та приміські електропоїзди.
Станції, на яких зупиняються пасажирські поїзди: Павлоград I, Синельникове I.
Регіональні поїзди та поїзди підвищеної комфортності:
- Дніпро-Головний — Харків-Пасажирський («Східний експрес»)
- Запоріжжя I — Харків-Пасажирський

Основні напрямки приміського сполучення:
- Дніпро-Головний — Лозова
- Синельникове I — Лозова

#### Синельникове I—Запоріжжя I(в межах області)
Дільницю обслуговує Дніпровська та Запорізька дирекції Придніпровської залізниці.
Дільниця нараховує 5 зупинних пунктів, в тому числі 3 станції (Івківка, Славгород-Південний, Синельникове I).
Синельникове I — Івківка — кордон дирекцій.
Лінія електрифікована, двоколійна.
Дільниця обслуговує пасажирські (в тому числі прискореного руху) та приміські електропоїзди.
Станції, на яких зупиняються пасажирські поїзди: Синельникове I.
Регіональні поїзди та поїзди підвищеної комфортності:
- Дніпро-Головний — Харків-Пасажирський («Східний експрес»)
- Запоріжжя I — Харків-Пасажирський

Основні напрямки приміського сполучення:
- Дніпро-Головний — Генічеськ
- Синельникове I — Запоріжжя I
- Синельникове I — Запоріжжя II

### П'ятихатки—Кривий Ріг-Головний—Апостолове—Нікополь—Запоріжжя I

#### П'ятихатки—Кривий Ріг-Головний
Дільницю обслуговує Криворізька дирекція залізничних перевезень.
Дільниця нараховує 13 зупинних пунктів, в тому числі 9 станцій (Вечірній Кут, Жовті Води I, Кривий Ріг-Головний, Мудрьона, П'ятихатки, Рокувата, Савро, Саксагань, Шмакове).
Лінія електрифікована, двоколійна.
Лінія має відгалуження: від станції Жовті Води I до станції Жовті Води II, від станції Савро до станції Терни, від станції Саксагань до станції Приворот.
Дільниця обслуговує пасажирські та приміські електропоїзди.
Станції, на яких зупиняються пасажирські поїзди: Кривий Ріг-Головний, П'ятихатки, Рокувата.
Основні напрямки приміського сполучення:
- Кривий Ріг-Головний — П'ятихатки
- П'ятихатки — Рокувата
- П'ятихатки — Терни

#### Кривий Ріг-Головний—Апостолове
Дільницю обслуговує Криворізька дирекція залізничних перевезень.
Дільниця нараховує 8 зупинних пунктів, в тому числі 5 станцій (Апостолове, Батуринська, Кривий Ріг-Головний, Новоблочна, Радушна).
Лінія електрифікована, двоколійна.
Лінія має відгалуження: від станції Кривий Ріг-Головний до станції Кривий Ріг-Сортувальний, від станції Апостолове до станції Зустрічний.
Дільниця обслуговує пасажирські та приміські електропоїзди.
Станції, на яких зупиняються пасажирські поїзди: Апостолове, Кривий Ріг-Головний.
Основні напрямки приміського сполучення:
- Кривий Ріг-Головний — Дніпро-Лоцманська
- Кривий Ріг-Головний — Апостолове
- Кривий Ріг-Головний — Нікополь
- Нікополь — Долинська
- Нікополь — Тимкове

#### Апостолове—Запоріжжя I(в межах області)
Дільницю обслуговує Криворізька дирекція залізничних перевезень.
Дільниця нараховує 22 зупинні пункти, в тому числі 8 станцій (Апостолове, Марганець, Мирова, Нікополь, Нікопольбуд, Підстепне, Тік, Чортомлик).
Мирова — Канцерівка — кордон дирекцій.
Лінія електрифікована, двоколійна.
Лінія має відгалуження: від станції Апостолове до станції Снігурівка.
Дільниця обслуговує пасажирські та приміські електропоїзди.
Станції, на яких зупиняються пасажирські поїзди: Апостолове, Марганець, Нікополь, Чортомлик.
Основні напрямки приміського сполучення:
- Кривий Ріг-Головний — Нікополь
- Нікополь — Запоріжжя I
- Нікополь — Запоріжжя II
- Нікополь — Марганець
- Нікополь — Долинська
- Нікополь — Тимкове

### Снігурівка—Апостолове—Зустрічний

#### Снігурівка—Апостолове(в межах області)
Дільницю обслуговують Криворізька дирекція залізничних перевезень та Херсонська дирекція Одеської залізниці.
Дільниця нараховує 3 зупинні пункти, в тому числі 1 станцію (Апостолове).
Апостолове — Високопілля — кордон дирекцій.
Лінія неелектрифікована, одноколійна.
Лінія має відгалуження: від станції Апостолове до станцій Зелене Поле та Запоріжжя I.
Дільниця обслуговує пасажирські поїзди.
Станції, на яких зупиняються пасажирські поїзди: Апостолове.
Відсутнє приміське сполучення.

#### Апостолове—Зустрічний
Дільницю обслуговують Дніпровська та Криворізька дирекції Придніпровської залізниці.
Дільниця нараховує 30 зупинних пунктів, в тому числі 9 станцій (Апостолове, Жовтокам'янка, Зустрічний, Лошкарівка, Незабудине, Павлопілля, Привільне, Рясна, Сурське).
Привільне — Сурське — кордон дільниць.
Лінія неелектрифікована, одноколійна.
Лінія має відгалуження: від станції Апостолове до станції Кривий Ріг-Головний, від станції Зустрічний до станції Сухачівка.
Дільниця обслуговує приміські поїзди.
Станції, на яких зупиняються пасажирські поїзди: Апостолове.
Основні напрямки приміського сполучення:
- Кривий Ріг-Головний — Дніпро-Лоцманська
- Апостолове — Дніпро-Лоцманська

### Новомосковськ-Дніпровський—Красноград(в межах області)
Дільницю обслуговує Дніпровська дирекції Придніпровської залізниці.
Дільниця нараховує 16 зупинних пунктів, в тому числі 5 станцій (Бузівка, Губиниха, Кільчень, Новомосковськ-Дніпровський, Перещепине).
Лінія неелектрификована (у найближчому майбутньому передбачається електрифікація для запровадження швидкісного руху за напрямком Дніпро — Київ, одноколійна.
Лінія має відгалуження: від станції Новомосковськ-Дніпровський до станції Павлоград I.
Дільниця обслуговує приміські поїзди.
Станції, на яких зупиняються пасажирські поїзди: Новомосковськ-Дніпровський.
Основні напрямки приміського сполучення:
- Дніпро-Головний — Красноград

### Долинська—Кривий Ріг-Головний—Верхівцеве

#### Долинська—Кривий Ріг-Головний(в межах області)
Дільницю обслуговує Криворізька дирекція Придніпровської залізниці.
Дільниця нараховує 9 зупинних пунктів, в тому числі 5 станцій (Гейківка, Кривий Ріг, Кривий Ріг-Головний, Кривий Ріг-Західний, Мусіївка).
Лінія електрифікована, двоколійна.
Лінія має відгалуження: від станції Кривий Ріг-Головний до станції Рокувата, від станції Мусіївка до станцій Інгулець та Грекувата.
Дільниця обслуговує пасажирські та приміські електропоїзди.
Станції, на яких зупиняються пасажирські поїзди: Верхівцеве, Кривий Ріг-Головний.
Основні напрямки приміського сполучення:
- Дніпро-Головний — Кривий Ріг
- Кривий Ріг — Нікополь
- Кривий Ріг-Головний — Долинська
- Кривий Ріг-Головний — Інгулець
- Кривий Ріг-Головний — Тимкове
- Нікополь — Долинська
- Нікополь — Тимкове

#### Кривий Ріг-Головний—Верхівцеве
Дільницю обслуговують Криворізька та Дніпровська дирекції Придніпровської залізниці.
Дільниця нараховує 20 зупинних пунктів, в тому числі 9 станцій (Божедарівка, Верхівцеве, Девладове, Кривий Ріг-Головний, Кривий Ріг-Сортувальний, Кудашівка, Милорадівка, Пічугіно, Приворот).
Роз'їзд Полівський — Верхівцеве — кордон дільниць.
Лінія електрифікована, одноколійна (дільниці Кривий Ріг-Головний — Кривий Ріг-Сортувальний та Роз'їзд Полівський — Верхівцеве — двоколійні).
Лінія має відгалуження: від станції Приворот до станції Саксагань, від станції Кривий Ріг-Сортувальний до станції Новоблочна.
Дільниця обслуговує пасажирські та приміські електропоїзди.
Станції, на яких зупиняються пасажирські поїзди: Верхівцеве, Кривий Ріг-Головний.
Основні напрямки приміського сполучення:
- Дніпро-Головний — Кривий Ріг
- Дніпро-Головний — Кривий Ріг-Головний
- Кривий Ріг-Головний — Верхівцеве

### Чаплине—Пологи(в межах області)
Дільницю обслуговують Дніпровська та Запорізька дирекції Придніпровської залізниці.
Дільниця нараховує 8 зупинних пунктів, в тому числі 2 станції (Мечетна, Чаплине).
Лінія неелектрифікована, одноколійна.
Лінія має відгалуження: від станції Чаплине до станції Покровськ.
Дільниця обслуговує пасажирські та приміські поїзди.
Станції, на яких зупиняються пасажирські поїзди: Чаплине.
Основні напрямки приміського сполучення:
- Чаплине — Пологи

### Нижньодніпровськ-Вузол—Новомосковськ-Дніпровський—Павлоград I—Покровськ

#### Нижньодніпровськ-Вузол—Новомосковськ-Дніпровський
Дільницю обслуговує Дніпровська дирекція Придніпровської залізниці.
Дільниця нараховує 12 зупинних пунктів, в тому числі 3 станції (Нижньодніпровськ-Вузол, Новомосковськ-Дніпровський, Самарівка).
Лінія електрифікована, двоколійна.
Лінія має відгалуження: від станції Новомосковськ-Дніпровський до станції Балівка.
Дільниця обслуговує пасажирські та приміські електропоїзди.
Станції, на яких зупиняються пасажирські поїзди: Нижньодніпровськ-Вузол, Новомосковськ-Дніпровський.
Основні напрямки приміського сполучення:
- Дніпро-Головний — Красноград
- Дніпро-Головний — Орлівщина
- Дніпро-Головний — Богуславський
- Дніпро-Головний — Петропавлівка
- Дніпро-Головний — Слов'янка

#### Новомосковськ-Дніпровський—Павлоград I
Дільницю обслуговує Дніпровська дирекція Придніпровської залізниці.
Дільниця нараховує 11 зупинних пунктів, в тому числі 4 станції (Мінеральна, Новомосковськ-Дніпровський, Орлівщина, Павлоград I).
Лінія електрифікована, одноколійна.
Лінія має відгалуження: від станції Новомосковськ-Дніпровський до станції Красноград.
Дільниця обслуговує пасажирські та приміські поїзди.
Станції, на яких зупиняються пасажирські поїзди: Новомосковськ-Дніпровський, Павлоград I.
Основні напрямки приміського сполучення:
- Дніпро-Головний — Орлівщина
- Дніпро-Головний — Богуславський
- Дніпро-Головний — Петропавлівка
- Дніпро-Головний — Слов'янка

#### Павлоград I—Покровськ(в межах області)
Дільницю обслуговує Дніпровська дирекція Придніпровської залізниці.
Дільниця нараховує 11 зупинних пунктів, в тому числі 6 станції (Богуславський, Петропавлівка, Миколаївка-Донецька, Павлоград I, Павлоград II, Слов'янка).
Лінія електрифікована, одноколійна.
Станції, на яких зупиняються пасажирські поїзди: Павлоград I — Слов'янка.
Основні напрямки приміського сполучення:
- Дніпро-Головний — Богуславський
- Дніпро-Головний — Петропавлівка
- Дніпро-Головний — Слов'янка

### Запоріжжя-Кам'янське—Кам'янське—Балівка—Новомосковськ-Дніпровський
Дільницю обслуговує Дніпровська дирекція Придніпровської залізниці.
Дільниця нараховує 12 зупинних пунктів, в тому числі 5 станцій (Балівка, Запоріжжя-Кам'янське, Кам'янське, Кам'янське-Лівобережне, Новомосковськ-Дніпровський).
Лінія електрифікована, одноколійна.
Лінія має низку відгалужень: від станції Запоріжжя-Кам'янське до станції Кам'янське-Пасажирське, від станції Кам'янське до станції Правда і Воскобійня, від роз'їзду Гребля до станції Воскобійня, від платформи Березанівка до станції Нижньодніпровськ-Вузол, від станції Новомосковськ-Дніпровський до станції Нижньодніпровськ-Вузол.
Дільниця обслуговує приміські електропоїзди до станції Балівка.
Станції, на яких зупиняються пасажирські поїзди: Запоріжжя-Кам'янське, Новомосковськ-Дніпровський.
Основні напрямки приміського сполучення:
- Дніпро-Головний — Кам'янське-Лівобережне
- Дніпро-Головний — Балівка

### Нижньодніпровськ-Вузол—Сухачівка
Дільницю обслуговує Дніпровська дирекція Придніпровської залізниці.
Дільниця нараховує 13 зупинних пунктів, в тому числі 6 станцій (Дніпро-Вантажний, Дніпро-Лоцманська, Зустрічний, Нижньодніпровськ-Вузол, Обвідна, Сухачівка).
Лінія електрифікована, одноколійна.
Лінія має низку відгалужень: від станції Сухачівка до станції Дніпро-Головний, від станції Дніпро-Вантажний до станції Дніпро-Ліски, від станції Зустрічний до станції Апостолове і аеропорту «Дніпропетровськ».
Дільниця обслуговує пасажирські та приміські електропоїзди.
Станції, на яких зупиняються пасажирські поїзди: Дніпро-Лоцманська.
Основні напрямки приміського сполучення:
- Дніпро-Лоцманська — Кривий Ріг-Головний
- Дніпро-Лоцманська — Апостолове
- Кам'янське-Пасажирське — Синельникове I
- Верхівцеве — Синельникове I
- Синельникове I — Сухачівка

### Мусіївка—Інгулець
Дільницю обслуговує Криворізька дирекція Придніпровської залізниці.
Дільниця нараховує 6 зупинних пунктів, в тому числі 2 станції (Мусіївка, Інгулець).
Лінія електрифікована, одноколійна.
Лінія має відгалуження: від платформи 6 км до станції Кривий Ріг-Головний.
Дільниця обслуговує пасажирські та приміські електропоїзди.
Станції, на яких зупиняються пасажирські поїзди: Інгулець.
Основні напрямки приміського сполучення:
- Кривий Ріг-Головний — Інгулець